# Шпіталь (Куявсько-Поморське воєводство)
Шпіталь (пол. Szpital) — село в Польщі, у гміні Ґневково Іновроцлавського повіту Куявсько-Поморського воєводства.
Населення — 166 осіб (2011).
У 1975-1998 роках село належало до Бидгощського воєводства.

## Демографія
Демографічна структура станом на 31 березня 2011 року:
|          | Загалом | Допрацездатний вік | Працездатний вік | Постпрацездатний вік |
| -------- | ------- | ------------------ | ---------------- | -------------------- |
| Чоловіки | 83      | 18                 | 61               | 4                    |
| Жінки    | 83      | 16                 | 48               | 19                   |
| Разом    | 166     | 34                 | 109              | 23                   |